# Screen Actors Guild Awards 2018

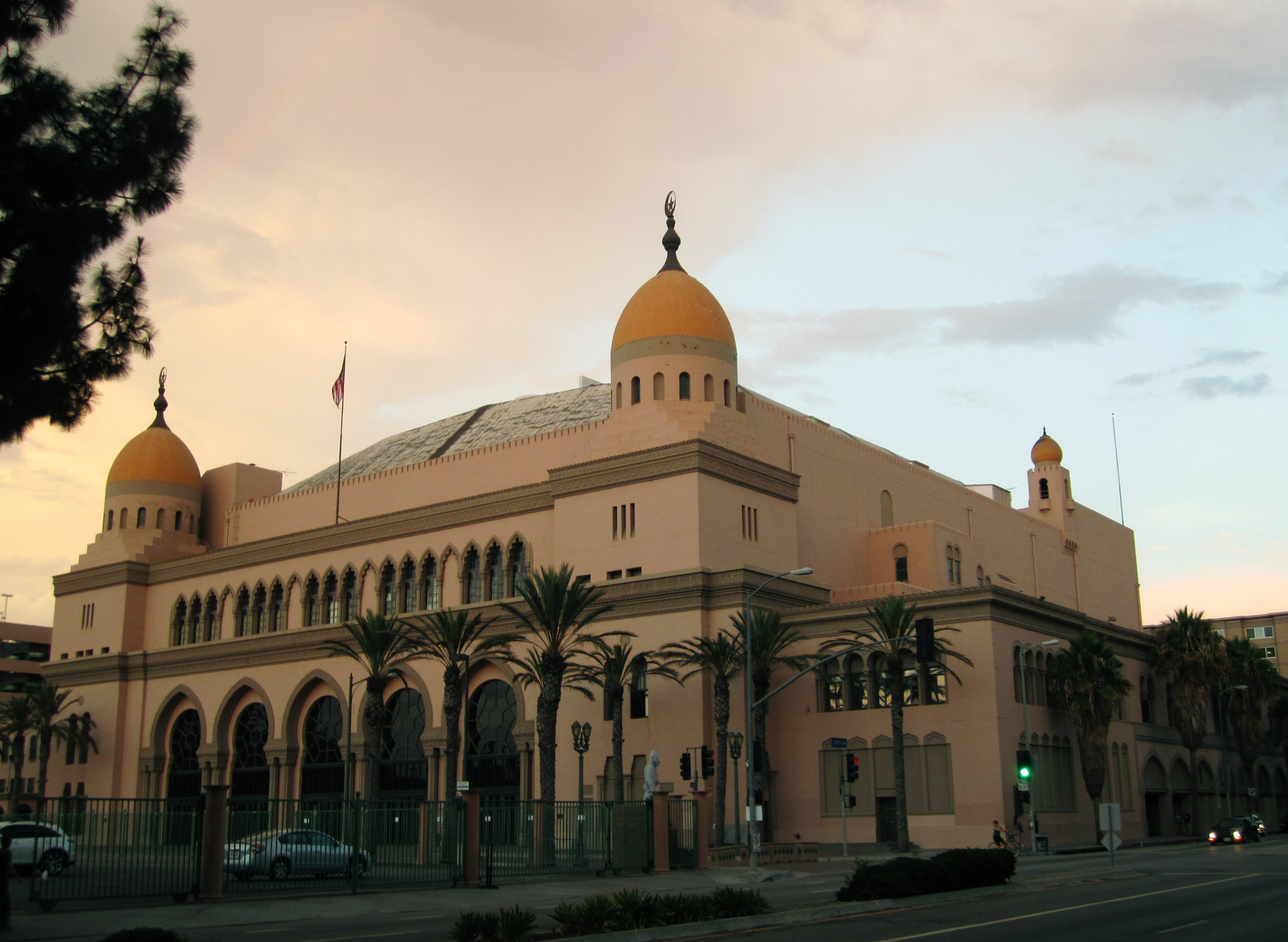
Das Shrine Exposition Center, Veranstaltungsort der Screen Actors Guild Awards 2018

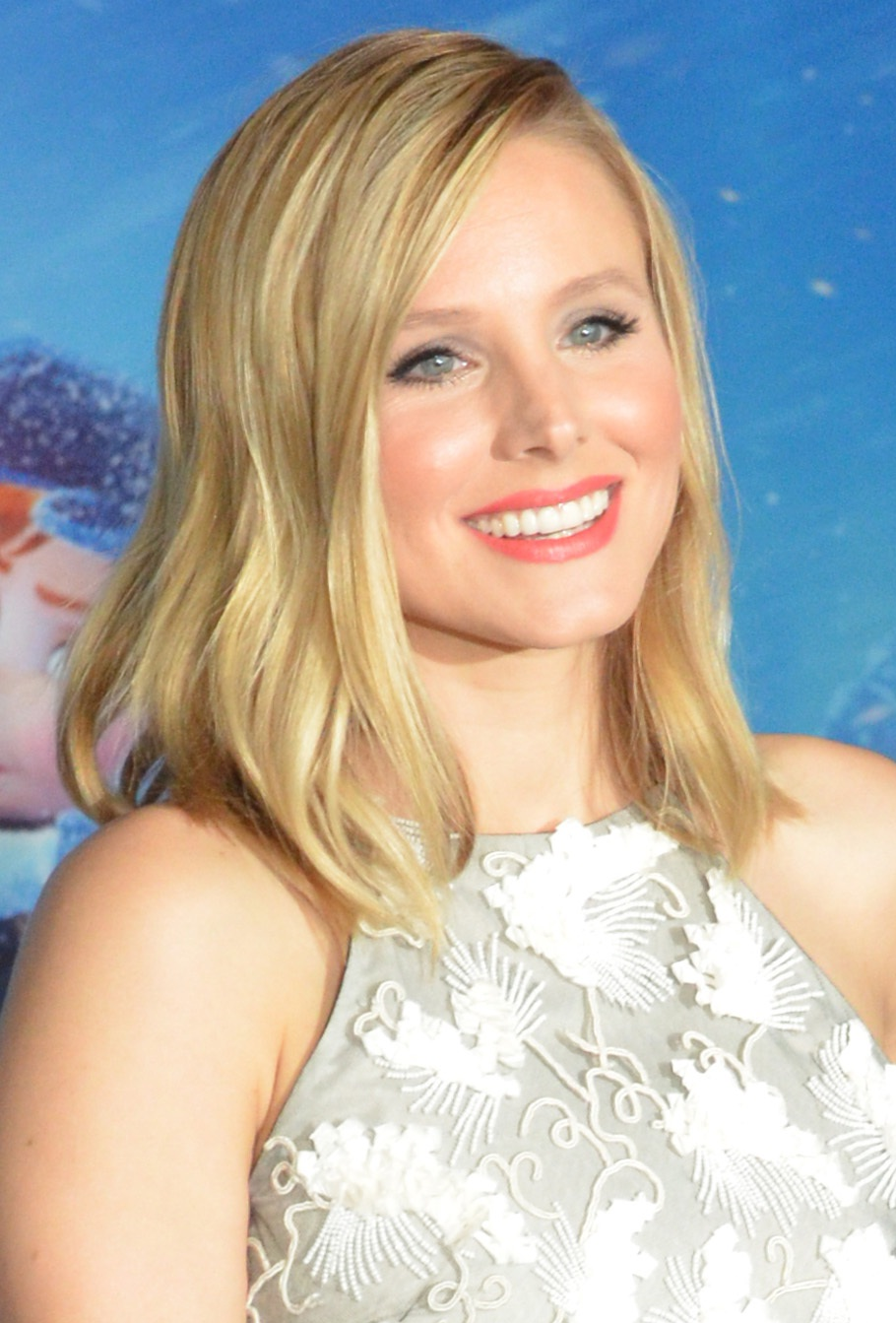
Kristen Bell, Moderatorin der Verleihung

Die 24. Verleihung der US-amerikanischen Screen Actors Guild Awards (englisch 24th Screen Actors Guild Awards), die die Screen Actors Guild jedes Jahr in den Bereichen Film (6 Kategorien) und Fernsehen (9 Kategorien) vergibt, fand am 21. Januar 2018 im Shrine Exposition Center in Los Angeles statt. Die so genannten SAG Awards ehrten, im Gegensatz beispielsweise zum Golden Globe Award, nur Film-, Fernseh- und Ensembleschauspieler und gelten als Gradmesser für die bevorstehende Oscar-Verleihung. Gekürt wurden die Sieger von den Mitgliedern der Screen Actors Guild, der man angehören muss, um in den Vereinigten Staaten als Schauspieler zu arbeiten.
Die Nominierten waren am 13. Dezember 2017 im Silver Screen Theater des Pacific Design Centers in West Hollywood von den Schauspielerinnen Olivia Munn und Niecy Nash bekanntgegeben worden. In den Vereinigten Staaten wird die Verleihung live von den Kabelsendern TNT und TBS gezeigt. Als erste Moderatorin in der Geschichte der SAG-Awards führte Kristen Bell durch die Verleihung.
Für sein Lebenswerk wurde der US-amerikanische Schauspieler Morgan Freeman gewürdigt.

## Gewinner und Nominierte im Bereich Film
| Film                                      | N | A |
| ----------------------------------------- | - | - |
| Three Billboards Outside Ebbing, Missouri | 4 | 3 |
| Lady Bird                                 | 3 | 0 |
| I, Tonya                                  | 2 | 1 |
| The Big Sick                              | 2 | 0 |
| Get Out                                   | 2 | 0 |
| Mudbound                                  | 2 | 0 |
| Shape of Water – Das Flüstern des Wassers | 2 | 0 |

### Bester Hauptdarsteller
Gary Oldman – Die dunkelste Stunde (Darkest Hour)
Timothée Chalamet – Call Me by Your Name
James Franco – The Disaster Artist
Daniel Kaluuya – Get Out
Denzel Washington – Roman J. Israel, Esq. – Die Wahrheit und nichts als die Wahrheit (Roman J. Israel, Esq.)

### Beste Hauptdarstellerin
Frances McDormand – Three Billboards Outside Ebbing, Missouri
Judi Dench – Victoria & Abdul
Sally Hawkins – Shape of Water – Das Flüstern des Wassers (The Shape of Water)
Margot Robbie – I, Tonya
Saoirse Ronan – Lady Bird

### Bester Nebendarsteller
Sam Rockwell – Three Billboards Outside Ebbing, Missouri
Steve Carell – Battle of the Sexes – Gegen jede Regel (Battle of the Sexes)
Willem Dafoe – The Florida Project
Woody Harrelson – Three Billboards Outside Ebbing, Missouri
Richard Jenkins – Shape of Water – Das Flüstern des Wassers (The Shape of Water)

### Beste Nebendarstellerin
Allison Janney – I, Tonya
Mary J. Blige – Mudbound
Hong Chau – Downsizing
Holly Hunter – The Big Sick
Laurie Metcalf – Lady Bird

### Bestes Schauspielensemble in einem Film
Three Billboards Outside Ebbing, Missouri

Abbie Cornish, Peter Dinklage, Woody Harrelson, John Hawkes, Lucas Hedges, Željko Ivanek, Caleb Landry Jones, Frances McDormand, Clarke Peters, Sam Rockwell und Samara Weaving
The Big Sick
Adeel Akhtar, Holly Hunter, Zoe Kazan, Anupam Kher, Kumail Nanjiani, Ray Romano und Zenobia Shroff
Get Out
Caleb Landry Jones, Daniel Kaluuya, Catherine Keener, Stephen Root, Lakeith Stanfield, Bradley Whitford und Allison Williams
Lady Bird
Timothée Chalamet, Beanie Feldstein, Lucas Hedges, Tracy Letts, Stephen Henderson, Laurie Metcalf, Jordan Rodrigues, Saoirse Ronan, Odeya Rush, Marielle Scott und Lois Smith
Mudbound
Jonathan Banks, Mary J. Blige, Jason Clarke, Garrett Hedlund, Jason Mitchell, Rob Morgan und Carey Mulligan

### Bestes Stuntensemble in einem Film
Wonder Woman
Baby Driver
Dunkirk
Logan – The Wolverine (Logan)
Planet der Affen: Survival (War for the Planet of the Apes)

## Gewinner und Nominierte im Bereich Fernsehen
| Serie/Film                                | N | A |
| ----------------------------------------- | - | - |
| Big Little Lies                           | 4 | 2 |
| GLOW                                      | 4 | 0 |
| Stranger Things                           | 4 | 0 |
| Game of Thrones                           | 3 | 1 |
| This Is Us – Das ist Leben                | 2 | 2 |
| Veep – Die Vizepräsidentin                | 2 | 2 |
| The Crown                                 | 2 | 1 |
| Black-ish                                 | 2 | 0 |
| Feud                                      | 2 | 0 |
| Grace and Frankie                         | 2 | 0 |
| The Handmaid’s Tale – Der Report der Magd | 2 | 0 |
| Lass es, Larry!                           | 2 | 0 |
| Orange Is the New Black                   | 2 | 0 |
| Ozark                                     | 2 | 0 |

### Bester Darsteller in einem Fernsehfilm oder Miniserie
Alexander Skarsgård – Big Little Lies
Benedict Cumberbatch – Sherlock: Der lügende Detektiv (The Lying Detective)
Jeff Daniels – Godless
Robert De Niro – The Wizard of Lies – Das Lügengenie (The Wizard of Lies)
Geoffrey Rush – Genius (Genius: Einstein)

### Beste Darstellerin in einem Fernsehfilm oder Miniserie
Nicole Kidman – Big Little Lies
Laura Dern – Big Little Lies
Jessica Lange – Feud (Feud: Bette and Joan)
Susan Sarandon – Feud (Feud: Bette and Joan)
Reese Witherspoon – Big Little Lies

### Bester Darsteller in einer Dramaserie
Sterling K. Brown – This Is Us – Das ist Leben (This Is Us)
Jason Bateman – Ozark
Peter Dinklage – Game of Thrones
David Harbour – Stranger Things
Bob Odenkirk – Better Call Saul

### Beste Darstellerin in einer Dramaserie
Claire Foy – The Crown
Millie Bobby Brown – Stranger Things
Laura Linney – Ozark
Elisabeth Moss – The Handmaid’s Tale – Der Report der Magd (The Handmaid’s Tale)
Robin Wright – House of Cards

### Bester Darsteller in einer Comedyserie
William H. Macy – Shameless
Anthony Anderson – Black-ish
Aziz Ansari – Master of None
Larry David – Lass es, Larry! (Curb Your Enthusiasm)
Sean Hayes – Will & Grace
Marc Maron – GLOW

### Beste Darstellerin in einer Comedyserie
Julia Louis-Dreyfus – Veep – Die Vizepräsidentin (Veep)
Uzo Aduba – Orange Is the New Black
Alison Brie – GLOW
Jane Fonda – Grace and Frankie
Lily Tomlin – Grace and Frankie

### Bestes Schauspielensemble in einer Dramaserie
This Is Us – Das ist Leben (This Is Us)

Eris Baker, Alexandra Breckenridge, Sterling K. Brown, Lonnie Chavis, Mackenzie Hancsicsak, Justin Hartley, Faithe Herman, Ron Cephas Jones, Chrissy Metz, Mandy Moore, Chris Sullivan, Milo Ventimiglia, Susan Kelechi Watson und Hannah Zeile
The Crown
Claire Foy, Victoria Hamilton, Vanessa Kirby, Anton Lesser und Matt Smith
Game of Thrones
Alfie Allen, Jacob Anderson, Pilou Asbæk, Hafþór Júlíus Björnsson, John Bradley-West, Jim Broadbent, Gwendoline Christie, Emilia Clarke, Nikolaj Coster-Waldau, Liam Cunningham, Peter Dinklage, Richard Dormer, Nathalie Emmanuel, James Faulkner, Jerome Flynn, Aidan Gillen, Iain Glen, Kit Harington, Lena Headey, Isaac Hempstead-Wright, Conleth Hill, Kristofer Hivju, Tom Hopper, Anton Lesser, Rory McCann, Staz Nair, Richard Rycroft, Sophie Turner, Rupert Vansittart und Maisie Williams
The Handmaid’s Tale – Der Report der Magd (The Handmaid’s Tale)
Madeline Brewer, Amanda Brugel, Ann Dowd, O. T. Fagbenle, Joseph Fiennes, Tattiawna Jones, Max Minghella, Elisabeth Moss, Yvonne Strahovski und Samira Wiley
Stranger Things
Sean Astin, Millie Bobby Brown, Cara Buono, Joe Chrest, Catherine Curtin, Natalia Dyer, David Harbour, Charlie Heaton, Joe Keery, Gaten Matarazzo, Caleb McLaughlin, Dacre Montgomery, Paul Reiser, Winona Ryder, Noah Schnapp, Sadie Sink und Finn Wolfhard

### Bestes Schauspielensemble in einer Comedyserie
Veep – Die Vizepräsidentin (Veep)

Dan Bakkedahl, Anna Chlumsky, Gary Cole, Margaret Colin, Kevin Dunn, Clea DuVall, Nelson Franklin, Tony Hale, Julia Louis-Dreyfus, Sam Richardson, Paul Scheer, Reid Scott, Timothy Simons, Sarah Sutherland und Matt Walsh
Black-ish
Anthony Anderson, Miles Brown, Deon Cole, Laurence Fishburne, Jenifer Lewis, Peter Mackenzie, Marsai Martin, Jeff Meacham, Tracee Ellis Ross, Marcus Scribner und Yara Shahidi
Lass es, Larry! (Curb Your Enthusiasm)
Ted Danson, Larry David, Susie Essman, Jeff Garlin, Cheryl Hines und J. B. Smoove
GLOW
Britt Baron, Alison Brie, Kimmy Gatewood, Betty Gilpin, Rebekka Johnson, Chris Lowell, Sunita Mani, Marc Maron, Kate Nash, Sydelle Noel, Marianna Palka, Gayle Rankin, Bashir Salahuddin, Rich Sommer, Kia Stevens, Jackie Tohn, Ellen Wong und Britney Young
Orange Is the New Black
Uzo Aduba, Emily Althaus, Danielle Brooks, Rosal Colon, Jackie Cruz, Francesca Curran, Daniella De Jesús, Lea DeLaria, Nick Dillenburg, Asia Kate Dillon, Beth Dover, Kimiko Glenn, Annie Golden, Laura Gómez, Diane Guerrero, Evan Hall, Michael J. Harney, Brad William Henke, Mike Houston, Vicky Jeudy, Kelly Karbacz, Julie Lake, Selenis Leyva, Natasha Lyonne, Taryn Manning, Adrienne C. Moore, Miriam Morales, Kate Mulgrew, Emma Myles, John Palladino, Matt Peters, Jessica Pimentel, Dascha Polanco, Laura Prepon, Jolene Purdy, Elizabeth Rodriguez, Nick Sandow, Abigail Savage, Taylor Schilling, Constance Shulman, Dale Soules, Yael Stone, Emily Tarver, Michael Torpey und Lin Tucci

### Bestes Stuntensemble in einer Fernsehserie
Game of Thrones
GLOW
Homeland
Stranger Things
The Walking Dead

## Preis für das Lebenswerk
Morgan Freeman